# Макухін Іван Якович
Іван Якович Макухін (21 січня 1926, село Хінель, тепер Севського району Брянської області, Російська Федерація — 21 травня 1991, місто Суми) — український радянський діяч, секретар Сумського обласного комітету КПУ, 1-й секретар Глухівського і Ямпільського районних комітетів КПУ Сумської області. Кандидат історичних наук (1965).

## Біографія
Навчався в середній школі.
З листопада 1943 року — в радянській армії. Військову службу розпочинав у 64-му, 43-му, 57-му та 176-му запасних стрілецьких полках. Учасник німецько-радянської війни з вересня 1944 року. Служив навідником батареї 120-мм мінометів 201-го гвардійського стрілецького полку 67-ї гвардійської стрілецької дивізії 1-го Прибалтійського фронту. На початку 1945 року був важко поранений, лікувався в евакуаційних госпіталях. У 1945 році — стрілець авіаозброєння 119-го винищувального авіаційного полку 104-ї винищувальної авіаційної дивізії.
Освіта вища. 
У 1951—1953 роках — вчитель історії та директор Ямпільської середньої школи Сумської області.
Член КПРС з 1952 року.
Потім перебував на відповідальній партійній роботі.
На 1961—1962 роки — 2-й секретар Ямпільського районного комітету КПУ Сумської області. У 1962 році — 1-й секретар Ямпільського районного комітету КПУ Сумської області. 
У 1963—1964 роках — заступник завідувача ідеологічного відділу Сумського сільського обласного комітету КПУ.
У 1965 році захистив кандидатську дисертацію на тему «Відбудова і розвиток колгоспів у післявоєнні 1945—1952 роки (на матеріалах Сумської області УРСР)»
На 1966 — лютий 1970 року — завідувач відділу шкіл Сумського обласного комітету КПУ, завідувач відділу науки та навчальних закладів Сумського обласного комітету КПУ.
З 10 лютого 1970 по червень 1973 року — 1-й секретар Глухівського районного комітету КПУ Сумської області.
У червні 1973 — 1988 року — секретар Сумського обласного комітету КПУ з питань ідеології.
З 1988 року — ректор університету марксизму-ленінізму Сумського обласного комітету КПУ.
Помер 21 травня 1991 року, похований в місті Суми.

## Звання
- гвардії єфрейтор

## Нагороди
- орден Вітчизняної війни І ст. (6.04.1985)
- орден Слави ІІІ ст. (27.10.1944)
- ордени
- медалі
- медаль «За перемогу над Німеччиною у Великій Вітчизняній війні 1941—1945 рр.» (1945)